# Araçari de d'Azara
Pteroglossus azara
Espèce
Statut de conservation UICN

 LC  : Préoccupation mineure
L'Araçari de d'Azara (Pteroglossus azara), aussi connu en tant qu'Araçari d'Azara, est une espèce d'oiseaux de la famille des Ramphastidae.

## Répartition
Cet oiseau est endémique de la zone néotropicale (Bolivie, Brésil, Colombie, Équateur, Pérou et Venezuela).

## Sous-espèces
D'après la classification de référence (version 5.1, 2015) du Congrès ornithologique international, cette espèce est constituée des sous-espèces suivantes (ordre phylogénique) :
- Pteroglossus azara azara (Vieillot, 1819) ;
- Pteroglossus azara flavirostris Fraser, 1841 ;